# Babai
Babai è una suddivisione dell'India, classificata come nagar panchayat, di 14.587 abitanti, situata nel distretto di Hoshangabad, nello stato federato del Madhya Pradesh. In base al numero di abitanti la città rientra nella classe IV (da 10.000 a 19.999 persone).

## Geografia fisica
La città è situata a 22° 43' 22 N e 77° 57' 07 E.

## Società

### Evoluzione demografica
Al censimento del 2001 la popolazione di Babai assommava a 14.587 persone, delle quali 7.648 maschi e 6.939 femmine. I bambini di età inferiore o uguale ai sei anni assommavano a 2.240, dei quali 1.159 maschi e 1.081 femmine. Infine, coloro che erano in grado di saper almeno leggere e scrivere erano 9.574, dei quali 5.581 maschi e 3.993 femmine.